# Bolsa de Valores de Dar es Salaam
A Bolsa de Valores de Dar es Salaam (DSE; Dar es Salaam Stock Exchange) é uma bolsa de valores localizada na região sudeste de Dar es Salaam, a capital econômica e a maior cidade da Tanzânia. Foi criada em setembro de 1996 e iniciou suas operações em abril de 1998. É membro da Associação de Bolsas de Valores Africanas (African Stock Exchanges Association). A bolsa opera de segunda a sexta-feira, das 10h às 14h.
As atividades da bolsa são monitoradas e supervisionadas pela Autoridade de Títulos e Mercado de Capitais (CMSA; Capital Markets and Securities Authority). A DSE opera em estreita associação com a Bolsa de Valores de Nairóbi no Quênia e a Bolsa de Valores do Uganda em Uganda. Estão em andamento planos para integrar as três para formar uma única bolsa da África Oriental.

## História

### Incorporação
A Bolsa de Valores de Dar es Salaam foi estabelecida pela Autoridade de Mercado de Capitais (CMS) de 1994, na cidade de Dar es Salaam. A bolsa de valores foi constituída em 19 de setembro de 1996, sob a forma de uma empresa privada limitada por garantia e sem capital social. Na época a DSE era uma empresa sem fins lucrativos.
O pregão teve início em 15 de abril de 1998, com a empresa TOL Gas Limited, seguida pela Tanzania Breweries Limited (TBL) durante o mesmo ano. O atraso no início dos negócios foi motivado por preparativos operacionais, treinamento de corretores e formulação de regras de emissão e negociação.

### Desmutualização
Em 29 de junho de 2015, a bolsa de valores Dar-es-Salaam alterou seu regime societário passando a ser uma empresa pública limitada. A empresa gestora mudou seu nome de Dar Es Salaam Stock Exchange Limited para Dar Es Salaam Stock Exchange Public Limited Company.

## Estatísticas

### Tendências
A bolsa de valores Dar-es-salaam iniciou o acompanhamento de suas operações partir de junho de 2011. O exercício financeiro da DSE começa em 1º de julho e termina em 30 de junho..
|                                                               | 2011     | 2012     | 2013     | 2014     | 2015     | 2016     |
| ------------------------------------------------------------- | -------- | -------- | -------- | -------- | -------- | -------- |
| Capitalização de mercado (TZS bilhōes)                        | 5,926    | 12,773   | 14,058   | 18,902   | 23,721   | 21,728   |
| Valor das Ações Negociadas (TZS bilhōes)                      | 48.25    | 44.45    | 73.00    | 272.45   | 879.22   | 733.66   |
| Índice das ações da Tanzânia (TSI pontos)                     | 1,051.92 | 1,206.99 | 1,840.11 | 3,561.62 | 4,684.09 | 3,706.15 |
| Resumo das Receitas e Despesas                                |          |          |          |          |          |          |
| Rendimento (TZS bilhōes)                                      | 2.01     | 1.81     | 2.09     | 3.5      | 4.35     | 4.79     |
| Expenses (TZS bilhōes)                                        | 1.73     | 2.25     | 2.04     | 3.00     | 3.07     | 3.10     |
| Lucros/Perdas (TZS milhōes)                                   | n/a      | −338.85  | 186.35   | 501.01   | 1,942.85 | 2,010.26 |
| Resumo de valores mobiliários e títulos                       |          |          |          |          |          |          |
| Valor dos títulos do Governo negociados. (TZS bilhōes)        | 1,912.97 | 2,287.31 | 2,991.77 | 3,696.15 | 4,263.67 | 4,896.85 |
| Títulos do Tesouro negocidos (TZS bilhōes)                    | 918      | 433      | 977      | n/a      | n/a      | n/a      |
| Negociação de Valores Mobiliários de Renda Fixa (TZS bilhōes) | 363      | 248      | 452      | 477      | n/a      | n/a      |
| Notas                                                         | [ 8 ]    | [ 8 ]    | [ 9 ]    | [ 1 ]    | [ 10 ]   | [ 11 ]   |

## Acionistas
Em dezembro de 2017, as ações da empresa eram propriedade de pessoas físicas e jurídicas. Os maiores acionistas estão listados na tabela abaixo .
| Rank | Name of Owner                                 | Percentage Ownership |
| ---- | --------------------------------------------- | -------------------- |
| 1    | Governo da Tanzânia                           | 15.0                 |
| 2    | Mr. Aunali F. Rajabali e Sajjad F. Rajabali   | 13.0                 |
| 3    | Briarwood Capital Partners LP                 | 12.0                 |
| 4    | National Investments Company Limited Tanzania | 5.0                  |
| 5    | Açōes no mercado                              | 55.0                 |
| 6    | TOTAL                                         | 100.0                |

.